# Chasselay, Rhône
Chasselay este o comună în departamentul Rhône din sud-estul Franței. În 2009 avea o populație de 2.689 de locuitori.

## Evoluția populației
| An        | 1975  | 1982  | 1990  | 1999  | 2006  | 2009  |
| --------- | ----- | ----- | ----- | ----- | ----- | ----- |
| Populație | 1.438 | 1.708 | 2.002 | 2.590 | 2.678 | 2.689 |